# Смирнов, Александр Николаевич (учёный)
Смирнов Александр Николаевич  (13 декабря 1947) - советский, российский материаловед, доктор технических наук, профессор кафедры «Технология машиностроения» Кузбасского политехнического института.  Эксперт высшей квалификации по объектам котлонадзора и подъемным сооружениям системы экспертизы промышленной безопасности России, эксперт Национального Агентства Контроля Сварки (НАКС).

## Биография
Окончил Сибирский металлургический институт (СибГИУ) по специальности «Физика металлов». В 1985 году защитил кандидатскую, а в 2003 году докторскую диссертации. 
Разработал комплексный критерий оценки предельного состояния металла (ККПР) для технических устройств опасных производственных объектов (ТУОПО), рекомендации по прогнозированию работоспособности промышленного оборудования с использованием ККПР и конечно-элементного моделирования. Создал систему аттестации сварочного производства в Кемеровской области. Применил акустико-эмиссионный метод при контроле состояния металла энергооборудования, позволяющий прогнозировать наступление предельного состояния паропроводов электростанций (в 1976 году).

## Научные публикации

### Монографии
- Смирнов А. Н., Герике Б. Л., Муравьев В. В. Диагностирование технических устройств опасных производственных объектов / ответственный редактор: Л.Б. Зуев. — Новосибирск: Российская академия наук, Сибирское отделение Института угля и углехимии., 2003.
- Углов А. Л.,  Ерофеев В. И., Смирнов А. Н. Акустический контроль оборудования при изготовлении и эксплуатации /Российская акад. наук, Нижегородский фил. Ин-та машиноведения им. А. А. Благонравова / отв. ред. Ф. М. Митенков. — М.: Наука, 2009. — 278 с. — ISBN 978-5-02-035764-8.
- Смирнов А.Н., Абабков Н.В., Козлов Э.В., Конева Н.А., Попова Н.А., Махалов М.С., Глинка А.С., Рябов С.А., Пимонов М.В. Градиентные структуры при обработке металлов резанием / Под редакцией профессора А. Н. Смирнова.. — Кемерово: Сибирская издательская группа, 2013. — 179 с. — ISBN 978-5-904496-19-7.
- Смирнов А.Н., Муравьев В.В., Абабков Н.В. Разрушение и диагностика металлов. — М.: Инновац. машиностроение, 2016. — 479 с.

### Статьи
- Смирнов А.Н., Фольмер С.В., Абабков Н.В. Локальные поля внутренних напряжений в сварных соединениях, спектрально-акустический метод их выявления и синергетический подход к материаловедению // Вестник Кузбасского государственного технического университета. — 2009. — № 3 (73). — С. 28-38.
- Смирнов А.Н., Абабков Н.В. Комплексный подход к оценке работоспособности элементов энергетического оборудования // Известия Самарского научного центра Российской академии наук. — 2010. — № Т12 №1-2. — С. 520-524.
- Смирнов А.Н., Абабков Н.В., Козлов Э.В., Конева Н.А., Быкова Н.В. Микроструктура, поля внутренних напряжений и акустические характеристики металла разрушенного ротора паровой турбины // Известия высших учебных заведений. Черная металлургия.. — 2014. — № Т. 57. № 10.. — С. 67-71.
- Смирнов А.Н., Абабков Н.В. Анализ проблем, связанных с безопасной эксплуатацией элементов энергетического машиностроения // Вестник Кузбасского государственного технического университета.. — 2010. — № 2 (78). — С. 12-17.

### Патент
Патент на изобретение № RU 2231057 С2 от 20.06.2004. Автор(ы): Смирнов А.Н., Хапонен Н.А.. Способ неразрушающего контроля степени поврежденности металлов эксплуатируемых элементов теплоэнергетического оборудования.